# Pogona minor
Pogona minor là một loài thằn lằn trong họ Agamidae. Loài này được Sternfeld mô tả khoa học đầu tiên năm 1919.